# Академия экономического образования Молдовы
Академия экономического образования Молдовы (рум. Academia de Studii Economice a Moldovei) — высшее экономическое учебное заведение Республики Молдова, аккредитованное государством.
Университет основан в 1991 году.
Обучение в университете ведётся на румынском и русском языках. Существуют также специальные группы, которым преподают на одном из иностранных языков (французском, английском).

## Факультеты
- Факультет менеджмента и управления.
- Факультет общей экономики и юриспруденции.
- Факультет международных экономических отношений
- Факультет финансов
- Факультет бухгалтерского дела
- Факультет экономической кибернетики, статистики и информатики